# غاري ساتون
غاري ساتون (بالإنجليزية: Gary Sutton) مواليد 27 مارس 1955 في نيوساوث ويلز، أستراليا، هو دراج أسترالي سابق. شارك وحقق ميدالية في دورة ألعاب الكومنولث.

## روابط خارجية
- غاري ساتون على موقع أرشيف الدراجات (الإنجليزية)
- غاري ساتون على موقع إحصائيات الدراجات الإحترافية (الإنجليزية)
- غاري ساتون على موقع CycleBase (الإنجليزية)
- غاري ساتون على موقع أوليمبيديا (الإنجليزية)
- غاري ساتون على موقع اللجنة الأولمبية الأسترالية (الإنجليزية)